# CO2 (음악 그룹)
CO2(씨오투)는 2019년 싱글 《우리가 노래하는 이유》로 데뷔한 대한민국의 음악 그룹이다.

## 방송
- 씨씨엠스타 6 (2018) - 금상

## 음반
- 우리가 노래하는 이유 (2019)
- 주 내 아버지 (2019)
- 2020 New 트리니티 어쿠스틱워십 (2020)